# Дятловський район
Дя́тловський райо́н (біл. Дзятлаўскі раён) — адміністративна одиниця Білорусі, Гродненська область.

## Відомі особистості
У районі народився:
- Граніт Петрусь (1909—1980) — білоруський поет (с. Зачепичі).

| Білорусь | Це незавершена стаття з географії Білорусі. Ви можете допомогти проєкту, виправивши або дописавши її. |